# Конфучије
Кунг Фу Це или латинизовано Конфуције, Конфучије (кин: 孔子, око 28. септембра 551. п. н. е. – 4. марта 479. п. н. е.) је био кинески филозоф и социјални реформатор чија су учења била и остала веома значајна широм источне Азије. Био је један од првих приватних учитеља у кинеској историји. Најзначајнији је његов етички систем вредности, који је био темељ кинеске државности и социјалне мисли током целог феудалног периода. Са развојем феудализма током Хан династије у Кини његова је филозофија инструментализована у циљу учвршћивања царске власти.
Конфучијева филозофија, позната као конфучијанство, наглашава лични и владин морал, исправност друштвених односа, правду и искреност. Његови следбеници су се успешно надметали са многим другим школама током ере Сто школа мишљења, али су били потиснути у корист легалиста током династије Ћин. После победе Хана над Чуима након колапса династије Ђин, Конфучијева учења су добила званичну подршку и била су даље развијена у систем познат на Западу као неоконфучијанизам, и касније нови конфучијанизам. Постоје тврдње да је Конфучије био хомосексуалац, те да се хомосексуалност у то време у Кини сматрала нормалним.
Конфучију се традиционално приписују заслуге за писање или допуну многих кинеских класичних текстова укључујући свих Пет класика, мада су модерни научници углавном уздржани при приписивању конкретних тврдњи самом Конфучију. Афоризми о његовим учењима су компиловани у Разговорима, мада је то урађено много година након његове смрти.
Конфучијеви принципи имају много заједничког са кинеском традицијом и веровањима. Он је заговарао снажну породичну лојалност, поштовање предака, поштовање старијих особа од стране њихове деце, мужева од стране њихових жена, препоручујући породицу као базу за идеално владање. Он је подржао добро познати принцип „Не чини другима оно што не желиш да буде учињено теби”, као златно правило. Он је такође традиционално божанство у таоизму.
Током историје, Конфучије се широко сматран једним од најважнијих и најутицајнијих појединаца који су утицали на животе човечанства. Његово учење и филозофија у великој мери су утицали на људе широм света и још увек су присутни у данашњем друштву.

## Име
У Кини Конфучије се обично назива: Учитељ Кунг (孔子, пинјин: Kǒng Zǐ, срп. Кунг Ц’; или 孔夫子, пинјин: Kǒng Fū Zǐ, срп. Кунг Фу Ц’). Његово је презиме било Кунг (孔, пинјин: Kǒng), лично име Ћију (丘, пинјин: Qiū, букв. брег), а надимак Џунг-ни (仲尼, пинјин: Zhòngní).
Нека од Конфучијевих постхумних имена су: Врховни учитељ и мудрац (至聖先師, пинјин: Zhìshèng xiānshī), Господар пропагатор културе, врховни мудрац и велики остваритељ (大成至聖文宣王, пинјин: Dàchéng zhìshèng wénxuān wáng) и Узорни учитељ десет хиљада генерација (万世师表, пинјин: Wànshì shībiǎo)
Српска транскрипција Конфучије или Конфуције потиче од латинске транскрипције Confucius коју су начинили језуити у XVI веку.

## Биографија
Према традиционалном веровању, Конфучије је рођен 28. септембра 551. године пре нове ере, у месту Ћи-фу (曲阜, пинјин: Qūfù) у држави Лу (鲁, пинјин: Lǔ), у данашњој провинцији Шандунг.
Конфучијев отац, генерал Шу-лијанг Х’ (叔梁纥, пинјин: Shūliáng Hé) био је пореклом из племићке породице државе Сунг, која се по паду државе Сунг у време Конфучијевог оца преселила у државу Лу. Генерал Шу-лијанг је имао 66 година када се Конфучије родио, а његова мајка само петнаест. Овај брак није био у складу са ритуалним прописима тог времена, по којима мушкарац старији од 63 године није више смео да ступи у брак. Када му је отац умро, Конфучију је било само три године и самохрана мајка га је одгајила у сиромаштву.
Конфучије се у деветнаестој години оженио са Ћи Гуан-ш’ (亓官氏, пинјин: Qí Guānshì) и добио сина коме је дао име Ли (鲤, пинјин: Lǐ, букв. шаран) а надимак Бо-ји (伯鱼, пинјин: Bóyú). Радио је као чиновник у држави Лу, као надзорник краљевског блага и као надзорник складишта краљевске робе, а провео је неко време и на месту министра правде, тј. врховног судије државе Лу. Место министра напустио је због неслагања са владарем, и због тога касније није могао поново да напредује у државној служби. У педесетој години, због дворских сплетки напушта у потпуности државну службу и креће на путовање по кинеским државама, подучавајући и обичне људе и владаре. Пред крај живота, вратио се у државу Лу, где је наставио да подучава многобројне ученике. Умро је у 73. години, 4. марта 479. године пре нове ере.

## Учење
У Разговорима (Лун-ји или Конфучијанско штиво), збирци афоризама Конфучија и његових ученика, Конфучије каже за себе да је само преносилац и реинтерпретатор старих знања. У времену распада робовласничког друштва, многобројних ратова и стварања феудализма у Кини, он је као своју дужност видео реафирмацију старих друштвених и моралних вредности. Ипак, он се не може сматрати конзервативним учитељем, јер је кроз своја тумачења старих списа давао често сопствене нове и оригиналне идеје о политици и моралу.
Такође, мада се Кинези често придржавају конфучијанских обичаја на религијски начин, конфучијанизам се не посматра као религија јер се скоро уопште не дотиче теолошких и духовних питања (о Богу, загробном животу и слично).

### Етика
Конфучијанска етика је строго рационална, јасна и бескомпромисна у погледу разлике легалитета и моралитета радње. Директна је претеча Кантовог категоричког императива и садржи исту максиму у свом темељу. Заснива се на три концепта: ритуала, исправности и човекољубља.
По Конфучију, суштина сваког човека је човекољубље односно жен (仁, пинјин: rén). Оно је материјална суштина човекових дужности према другима и испољава се преко савесности према другима, лојалности (忠, пинјин: zhōng, џунг) или преко алтруизма, обзирности (恕, пинјин: shù, шу). Једино човек који се придржава човекољубља може да правилно и у потпуности обавља своје дужности према другима.
Аксиом савесности према другима гласи: Ако желиш себе да уздигнеш, уздигни друге (己欲立, 而立人, пинјин: Jǐ yù lì, ér lì rén; Лун-ји 6:30). Аксиом алтруизма гласи: Не чини другоме оно што не желиш себи (己所不欲, 勿施于人, пинјин: Jǐ suǒ bú yù, wù shī yú rén; Лун-ји 2:2). Ова два начела су у Кини позната као начело примењивања аршина, где човек користи себе као једино мерило за регулисање властитог понашања.
Најбољи је и најморалнији човек онај који дела из човекољубља, на темељу исправности (义, пинјин: yì, ји). Морално исправан (по Канту: моралан) поступак је онај који је учињен због чисте моралности и дужности, као јединог мотива. Сваки други поступак, који је учињен из користи (利, пинјин: lì, ли) може вредносно бити одређен као добар или као лош али није у суштини моралан (по Канту: поступак у складу са дужношћу, али не ради ње саме назива се легалним). Конфучије је рекао: Племенити човек разуме исправност, мали човек разуме корист (君子喻于义, 小人喻于利, пинјин: Jūnzǐ yù yú yì, xiǎorén yù yú lì; Лун-ји 4:16).
Ритуали (礼, пинјин: lǐ, ли) су материјални израз, односно појавни вид човекољубља. Иако се његова манифестација ограничава ритуалима, човекољубље не одбацује ритуале, већ тражи одговарајући начин да се искаже.

### Политика
Конфучијева политичка мисао темељи се на његовој етици и идеји о друштвеним односима.
Конфучије је друштвене односе свео на пет главних, под које се могу подвести сви други: однос владара и поданика, оца и сина, мужа и жене, старијег и млађег брата и однос између пријатеља. Прва четири односа карактеришу праведност и добронамерност у управљању, искреност и исправност у понашању; однос међу пријатељима треба да карактерише међусобно унапређивање у врлини. Стога је веома важан утицај и пример владара.
У складу са овим, реинтерпретиран је и однос према мандату Неба, односно пореклу и суштини царске власти. Конфучије је подржавао идеју царског апсолутизма, али је увео и разна формална ограничења владаревој самовољи. Између осталог, сматрао је да у оквиру поштовања надређеног, подређени има обавезу да га посаветује, уколико овај не дела правилно.
Конфучијев ученик Менције је из ове мисли извео своју политичку теорију према којој владар који се не понаша како приличи његовом положају може да изгуби мандат Неба и буде збачен са престола. На тај начин је оправдано убиство тиранина и пружен је формални легитимитет смени династија.
У другом веку пре нове ере, учењак и државник Дунг Џунг-шу (董仲舒, пинјин: Dǒng Zhòngshū) из државе Ћин институционализовао је конфучијанизам као државну идеологију и установио систем државних испита за будуће чиновнике. Ово стање се, уз извесне измене, задржало до проглашења републике 1911. године, а конфучијанизам је, као интегрални део кинеске мисли, инкорпориран у савремени социјализам са кинеским карактеристикама.

## Дела
Традиционално, Конфучије се сматра аутором или коментатором шест класичних дела конфучијанске књижевности. То су:
- Књига промене
- Књига песама
- Књига историје
- Књига ритуала
- Књига музике
- Анали Пролећа и јесени

Данас научници сматрају да Конфучије лично није учествовао у писању или коментарисању ниједног од наведених дела.
Веома је значајна и збирка Разговори (论语, пинјин: Lùnyǔ, Лун-ји) која се састоји од афоризама које су оставили Конфучије и његови ученици.

## Конфучијеви ученици
Конфучијеву мисао наставили су да шире и дорађују његови директни ученици и потомци. Најзначајнији међу њима су: Конфучијев унук Ц’-с’ (子思, пинјин: Zǐsī), Менције (孟子, пинјин: Mèng Zǐ, Менг Ц’), Сјин Ц’ (荀子, пинјин: Xún Zǐ) и Јен Хуи (颜回, пинјин: Yán Huí).

## Конфучијеви потомци
Конфучијеви потомци су током целог династичког периода били признавани и добијали су посебне почасти и титуле од владара. Посебна титула војводе врхунске светости (衍圣公, пинјин: Yǎnshèng gōng, Јен-шенг гунг) давана је најстаријем члану сваке генерације. Садашњи најстарији директни Конфучијев потомак је Кунг Д’-ченг (孔德成, пинјин: Kǒng Déchéng), 77. генерација, рођен 1920. године, професор на Народном универзитету на Тајвану.